# 八邊形 (阿拉巴馬州)
八邊形（英語：Octagon）是一個位於美國阿拉巴馬州馬倫戈縣的非建制地區。該地的面積和人口皆未知。

## 地理
八邊形的座標為32°12′14.5″N 87°45′18″W / 32.204028°N 87.75500°W，而該地的平均海拔高度為86米（即282英尺）。